# 羅賓森·齊利諾斯
羅賓森·大衛·齊利諾斯·岡薩雷茲（西班牙語：Robinson David Chirinos González，1984年6月5日—），為前美國職棒大聯盟的捕手。他在2000年與小熊隊簽約，先後曾效力過光芒、遊騎兵、太空人、大都會、小熊與金鶯等隊。

## 職業生涯
2000年，齊利諾斯於選秀會上落選，最後他和小熊隊簽約。而他也在2010年成功進入球隊的40人名單。

### 坦帕灣光芒
2010年球季結束後，小熊隊將齊利諾斯、李學周、Sam Fuld、Brandon Guyer和克理斯·亞契交易至光芒，換來馬特·加爾薩、Fernando Perez和Zac Rosscup。
齊利諾斯在2011年7月18日登上大聯盟，他在初登板就敲出二壘安打，成為他的大聯盟首安。8月3日，他敲出了大聯盟首轟。這年他的打擊率為2成18，不過他在防守方面被盜壘21次只抓到2個跑者。
2012年，齊利諾斯因為在春訓受傷造成腦震盪，因此造成球季報銷。

### 德州遊騎兵
2013年4月8日，他被交易至遊騎兵隊。這年他主要擔任A·J·皮爾辛斯基的替補，因此他只出賽13場比賽。
隨著皮爾辛斯基在隔年離隊，齊利諾斯也成為了隊上的主戰捕手。這年他出賽93場比賽寫下生涯新高，另外打擊率2成39，並敲出同樣是生涯新高的13轟與40分打點。但他也發生了6次失誤。
2015年，他的打擊率為2成32。遊騎兵也順利闖進季後賽，齊利諾斯在分區系列賽的打擊率為2成73，並敲出1轟，不過最後球隊遭到橫掃淘汰。
2016年，他的打擊率為2成24，不過他被對方盜壘22次只抓到8個跑者。2017年，他被跑者發動盜壘46次，他成功抓到15次。
2018年6月13日，齊利諾斯在一次本壘攻防戰中被麥特·坎普撞傷。兩人後來也起了爭執而演變成板凳清空事件，最後雙方都被驅逐出場。這年他的打擊率為2成22，被盜壘次數來到生涯新高的53次，結果他只抓到6次。遊騎兵在球季結束後不與齊利諾斯續約。

### 休士頓太空人
2018年12月6日，齊利諾斯與太空人簽下1年合約。2019年9月1日，他接捕了賈斯丁·韋蘭德的無安打比賽。該年他的打擊率為2成38。

### 重回遊騎兵
2020年1月15日，齊利諾斯與遊騎兵簽下1年合約。

### 紐約大都會
2020年8月31日，遊騎兵用齊利諾斯向大都會交易一位日後指定球員。

### 紐約洋基
2021年2月15日，齊利諾斯與洋基隊簽下小聯盟合約，另外附贈春訓邀請。他在3月27日遭到釋出，不過又在29日和洋基隊重簽小聯盟約。他在3A的打擊率為2成78，並敲出3轟與6分打點。7月4日，他第二次被洋基隊釋出。

### 芝加哥小熊
2021年7月5日，齊利諾斯和小熊隊簽下大聯盟合約。隔日他便敲出賽季首轟。

### 巴爾的摩金鶯
2022年3月14日，齊利諾斯和金鶯隊簽下1年合約。整季他的打擊率為1成79，並敲出4轟22分打點。
2023年5月3日，齊利諾斯宣布退休。

## 國際賽
2017年，他代表委內瑞拉參加世界棒球經典賽，他在那裡的打擊率為2成14。
2018年，他代表大聯盟明星隊與日本武士隊進行2018年美國職棒大聯盟美日明星賽。

## 外部連結
- 球員資訊和成績在MLB，ESPN，Baseball-Reference，Fangraphs（英文）
- 羅賓森·齊利諾斯的X（前Twitter）
- 羅賓森·齊利諾斯的Instagram帳戶